# Ma’ale Michmas
Ma’ale Michmas (hebr. מעלה מכמש) – wieś położona w Samorządzie Regionu Matte Binjamin, w Dystrykcie Judei i Samarii, w Izraelu.
Leży w południowej górzystej części Samarii, w otoczeniu terytoriów Autonomii Palestyńskiej.

## Historia

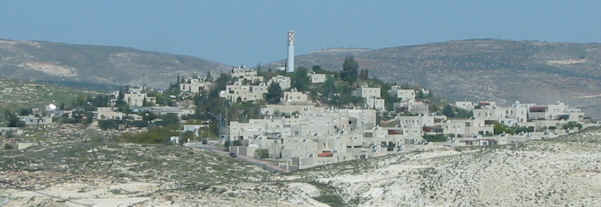
Panorama Ma’ale Michmas

Osadę założono w 1981.